# Walc wiedeński

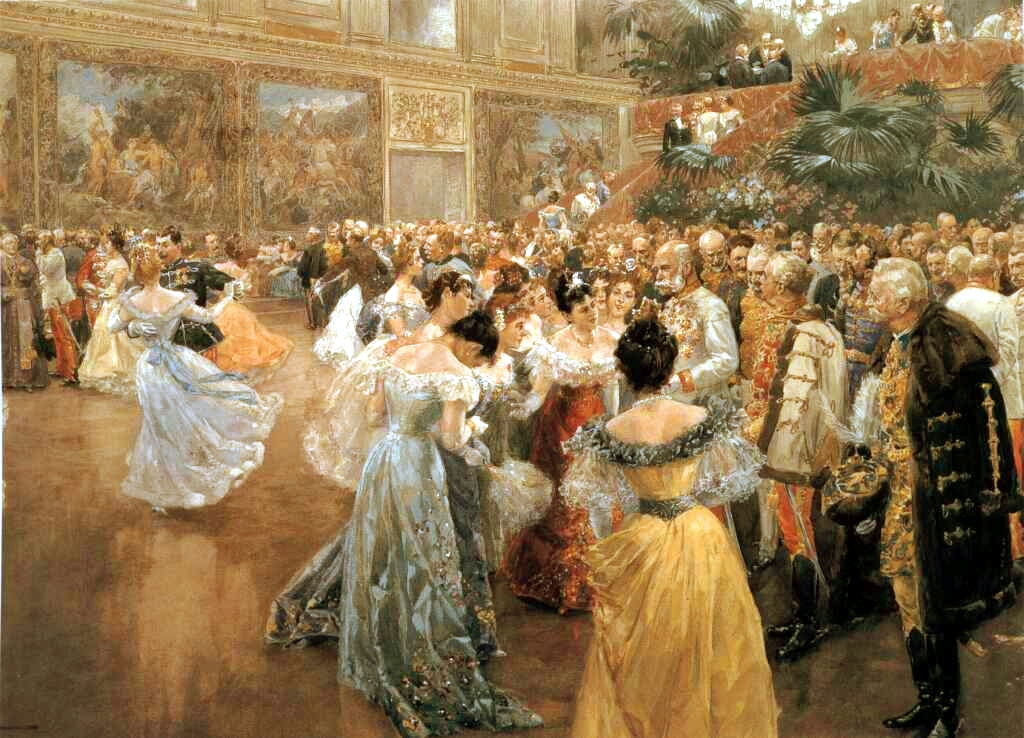
Bal w Hofburgu

Walc wiedeński (niem. Wiener Walzer) – taniec towarzyski, szybsza odmiana walca. Tempo walca wiedeńskiego wynosi ok. 60 taktów na minutę, co przy nieparzystym metrum (zazwyczaj 3/4) daje ok. 180 uderzeń na minutę. Charakterystyczne dla tego tańca są szybkie wirowe obroty. Po raz pierwszy został wykonany w 1815, podczas kongresu wiedeńskiego. Walc wiedeński należy do światowego programu tanecznego i jako taki jest tańczony na turniejach tańca towarzyskiego.

## Historia tańca
Walc ten nazywany jest "wiedeńskim" ponieważ jego istnienie jako tańca salonowego rozpoczyna się w roku 1815, w czasie kongresu wiedeńskiego. Kiedy w Wiedniu po raz pierwszy zatańczono walca w obecności dworu, reakcje były różne – damy ostentacyjnie opuściły salę balową, uważając publiczne obejmowanie się w tańcu za niemoralne. Inni sugerowali, iż ciągłe wirowanie w walcu może wywoływać różnego rodzaju choroby, a nawet prowadzić do śmierci. Pomimo tych zastrzeżeń, do połowy dziewiętnastego wieku walc wiedeński stał się nieodłączną częścią balów na dworach prawie całej Europy, z wyjątkiem Anglii oraz Szwajcarii, gdzie długo wzbraniano się przed nim. Szczególne zasługi dla rozwoju walca miała muzyka tworzona przez tak znamienitych kompozytorów jak choćby Johann Strauss (np. Walc Cesarski, Nad Pięknym Modrym Dunajem, Schatz) oraz w późniejszym okresie Piotr Czajkowski (Walc Kwiatów, Wielki Walc). Jest on w tempie umiarkowanym szybkim.

## Charakterystyka
Walc wiedeński jest najstarszym turniejowym tańcem standardowym. Mimo iż istnieją tańce standardowe o bardziej dostojnych ruchach, jak np. fokstrot, to taniec ten na pewno można zaliczyć do najbardziej eleganckich tańców turniejowych. Tańczy się go do muzyki, najczęściej instrumentalnej, w metrum na trzy czwarte. W muzyce silnie akcentowane jest uderzenie "na raz". Ruchy w walcu wiedeńskim powinny być płynne.  Najtrudniejsze jest uzyskanie efektu płynności. Na taniec ten składa się pięć podstawowych figur:
- krok zmienny,
- obrót w prawo,
- obrót w lewo,
- fleckerl w prawo,
- fleckerl w lewo.

### Unoszenie i opadanie
Walc wiedeński jest tańczony płasko. Podręczniki określają to jako "no foot rise". Kroki stawiane są na pięcie lub przodostopiu (w choreografii określane jako od podeszwy), nie na palcach. Określa się to czasem jako brak unoszenia i opadania. Nie jest to całkiem ścisłe ponieważ ruch pionowy tancerza i partnerki następuje przez pochylenie ciała, w zależności od techniki mniejsze lub większe ugięcie kolan i wreszcie samą długość kroku.
Ze względu na powstanie jego następcy, walca angielskiego, walc wiedeński jest czasem pomijany na turniejach w Anglii oraz Stanach Zjednoczonych. Taniec ten ze względu na prostotę podstawowych kroków nadaje się do nauki dla początkujących tancerzy.